# Julius Bausenwein

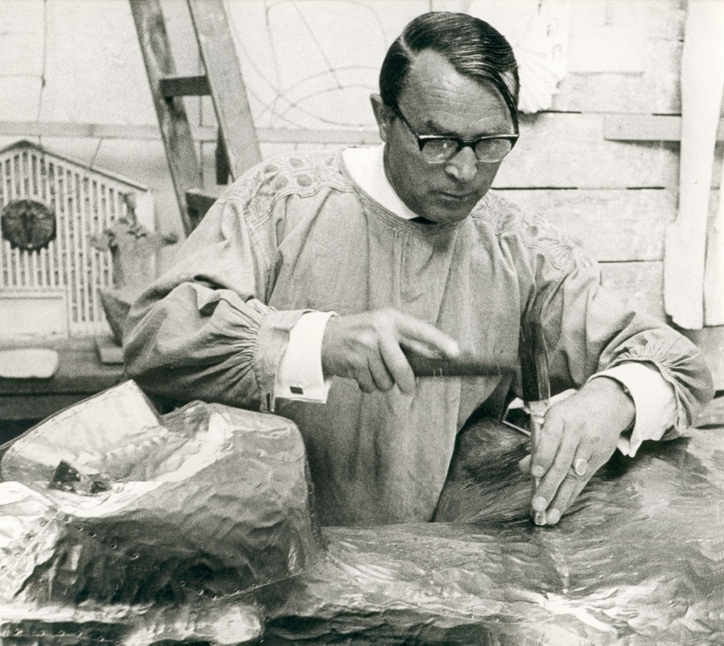
Julius Bausenwein bei seiner Arbeit an einem Kruzifix

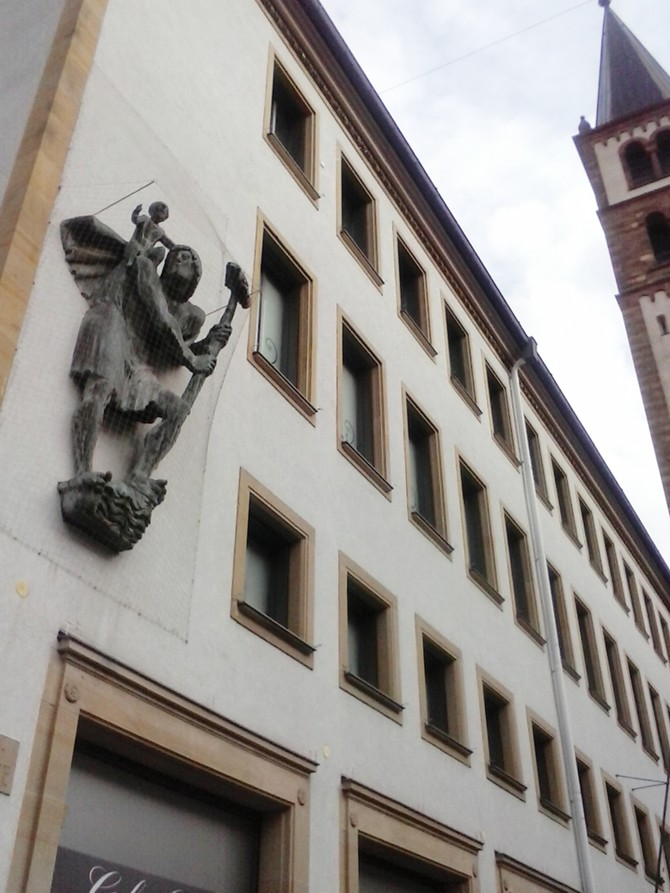
Der Heilige Christophorus auf dem Vorplatz des Doms zu Würzburg

Julius Bausenwein (* 4. April 1913 in Rimpar; † 12. November 1962 bei Würzburg) war ein deutscher Bildhauer.

## Leben
Julius Bausenwein ging bei dem Würzburger Bildhauer Ludwig Sonnleitner, dem Vater von Otto Sonnleitner, in die Lehre. Begleitend besuchte er Kurse bei dem Bildhauer Fried Heuler und dem Maler Heiner Dikreiter sowie aus Liebe zur Musik das Staatliche Konservatorium Würzburg. 1935 begann er eine Ausbildung in der Akademie der Bildenden Künste München unter Hahn und Wackerle. Hier gewann er den Rompreis und zog nach Italien. Er unternahm Studienreisen in fast alle Länder Europas und in Nordafrika, suchte  den Erfahrungsaustausch mit Bildhauern wie Aristide Maillol in Paris, mit Georg Kolbe, Richard Scheibe und anderen. Bedeutend für seine künstlerische Entwicklung war auch ein mehrmonatiges Privatstudium in Paris bei dem französischen Bildhauer Charles Despiau.
Den Zweiten Weltkrieg verbrachte er an der Front. 1942 bis 1944 stellte er auf den Großen Deutschen Kunstausstellungen insgesamt fünf Werke aus. Bei Kriegsende wurde er in München ausgebombt und ließ sich als freischaffender Bildhauer in Randersacker nieder. Später zog er in ein eigenes Haus im Christoph-Mayer-Weg 4 in Würzburg um, wo ihm ein größeres Atelier zur Verfügung stand. Es folgte eine große Zeit des Schaffens und auch der Präsentation. Zahlreiche Ausstellungen, sowohl alleine als auch mit befreundeten Bildhauern wie Fried Heuler und Malern wie Karl Clobes, erregten bald große Aufmerksamkeit. Dies außerhalb Frankens besonders in München, aber auch in Berlin und Paris. Sein erworbenes Wissen vermittelte er in seinem eigenen Atelier an viele Bildhauer, darunter an den später als bedeutenden Tierplastiker geltenden Reinhard Dachlauer. Bei verschiedenen kirchlichen Neubauten arbeitete er zusammen mit Meistermann und dem Würzburger Dombaumeister Hans Schädel.
Bausenwein starb am 12. November 1962 bei einem Autounfall bei Giebelstadt, auf dem Weg von Röttingen nach Würzburg. In seinem Geburtsort, in Rimpar bei Würzburg, wurde eine Straße nach ihm benannt. 
Seine Kunstwerke schmücken bis heute viele öffentliche Plätze, Kirchen und Sehenswürdigkeiten, wie zum Beispiel am Dom zu Würzburg (vor dem Haupteingang der Heilige Christophorus), an der Würzburger Residenz (Oegg-Denkmal) und auf dem Paradeplatz (der Phönix an der Fassade der ehemaligen Paradepost).

## Mitgliedschaften
- Mitglied der Münchner Secession.
- Erster Vorsitzender des Berufsverbandes Bildender Künstler Würzburg[1]
- Beirat der Sachverständigenkommission zur Förderungen und Pflege der Kultur in München.

## Werke
- 1938: Portrait Gretl Wolf, Würzburg (Bronze)
- 1943: Reh, Städtische Galerie Würzburg (Bronze)
- 1943: Wächter[2]
- 1943: Aufbäumender Hengst[3]
- 1946: Portrait Iris Schott, Städtische Galerie Würzburg (Bronze)
- 1946: Portrait Karl Clobes, Würzburg (Bronze)
- 1946: Gärtnerin, im Botanischen Garten der Universität Würzburg (Bronze)
- 1946: Stier, Städtische Galerie Würzburg (Bronze)
- 1946: Ersatz-Putto am Stifterdenkmal in Stift Haug[4]
- 1948: Kreuzigungsgruppe und zwei Priesterstätten, Friedhof Theilheim (Stein)
- 1949: Portalfigur St. Petrus, am Portal der St. Laurentius-Kirche Würzburg-Heidingsfeld
- 1950: Reliefs, in der Vinzenzkirche in Kitzingen
- 1950: Fassade, St. Laurentius-Kirche in Würzburg-Heidingsfeld (Stein)
- 1950: Portalfigur Paulus, St. Laurentius-Kirche in Würzburg-Heidingsfeld (Bronze)
- 1950: Münzschläger, an der ehemaligen Sparkasse im Kürschnerhof in Würzburg (Bronze)
- 1950: Hl. Christophorus, auf dem Vorplatz des Würzburger Dom (Bronze)
- 1952: Oegg-Denkmal, am Eingang des Hofgartens der Würzburger Residenz (Bronze)
- 1952: Trauernde Frau, Kriegerdenkmal vor der Kirche St. Peter und Paul in Rimpar bei Würzburg (Bronze)
- 1953: Reigen der zwölf Sternzeichen, im Treppenhaus im Würzburger Gericht (Stuck)
- 1953: Kruzifix, St. Kilian in Schweinfurt (Bronze)
- 1953: Stele Bischof Konrad von Querfurt, am Vorplatzes des Burkardushauses der Diözese Würzburg (Bronze)
- 1953: Figur Judas Thaddäus, St.-Peter-und-Paul-Kirche in Rimpar (Bronze)
- 1953: Heiliges Grab, in einer Seitenkapelle des Stift Haug in Würzburg (Stein)
- 1954: Hengst, Städtische Galerie Würzburg (Bronze)
- 1954: Tag- und Nachtfiguren, im Hauptbahnhof in Würzburg (Bronze)
- 1954: Taufbecken, Kanzel und Portal-Griffe, Stadtpfarrkirche in Bad Kissingen
- 1954: Portrait Joy Kim, Städtische Galerie Würzburg (Bronze)
- 1954: Glockenrelief, St. Kilian in Schweinfurt (Bronze)
- 1954: Burkardus-Medaillon des Diözesanpatron, am Eingangsportal des St.-Burkardus-Haus am Dom zu Würzburg (Bronze)
- 1954: Kanzel und Portalgriffe, in der Stadtpfarrkirche in Bad Kissingen (Bronze)
- 1955: Madonna, St. Hildegard in Würzburg (Stein)
- 1955: Spanischer Stier, Kunsthalle Schweinfurt (Bronze)
- 1955: Kruzifix, St. Alfonskirche Würzburg
- 1955: Taufstein, in der Stadtpfarrkirche in Bad Kissingen (roter Mainsandstein)
- 1955: Kruzifix, in der katholischen Pfarrkirche St. Alfons in Würzburg
- 1961: Dreifaltigkeit, Figur, zwei Ausführungen Würzburg
- 1957: Altar, in der katholischen Pfarrkirche Zur Heiligen Familie in Würzburg-Heidingsfeld (Muschelkalk)
- 1957: Phönix, an der Fassade der ehemaligen Paradepost, am Paradeplatz in  Würzburg (Stein)
- 1958: Frankenapostel, Priesterseminar in Würzburg (Bronze)
- 1958: Kruzifix, in der Heilig-Geist-Kirche in Schweinfurt
- 1958: Madonnenfigur, in der Heilig-Geist-Kirche in Schweinfurt (Bronze)
- 1958: Muttergottes, Hauskapelle der Fachakademie für Sozialpädagogik St. Hildegard in Würzburg (Bronze)
- 1959: Pietá und Figur am Marienaltar, in der Don Bosco-Kirche Würzburg
- 1960: Büste Fürstprimas von Dalberg, Stadttheater Aschaffenburg (Bronze)
- 1960: Auferstandener Christus, Hochaltar Pfarrkirche Nordheim/Rhön (Holz)
- 1961: Rhönschäfer, an der Saalebrücke Aschach bei Bad Kissingen (Stein)
- 1962: Kruzifix, in der Kirche St. Gertraud in Würzburg
- 1963: Heilige Agatha, Figur an der Fassade der Kirche St. Agatha  in Aschaffenburg (Entwurf von 1962)